# Ad Lamerigts
Ad Lamerigts (Santfort (nabij Ittervoort), 11 april 1957) is een Nederlands saxofonist en dirigent.

## Levensloop
Als jongen kwam Lamerigts door grammofoonplaten in contact met de klassieke muziek. Via zijn vader Sjaak Lamerigts, tenorsaxofonist bij Fanfare Concordia in Ittervoort, kwam hij in aanraking met de saxofoon. Hij studeerde aan het Conservatorium Maastricht muziekonderwijs en saxofoon. In 1987 behaalde hij zijn akte docerend musicus saxofoon aan de Hogeschool Katholieke Leergangen Tilburg.
Lamerigts werkte van 1982 tot 1995 als muziekleraar aan de Oranjeschool te Aalten. Tegenwoordig werkt hij aan de Broekhin Jenaplanschool te Swalmen. Van 1975 tot 2012 was hij tevens docent aan de muziekschool van de Stichting Kreato in Thorn. Onder de naam ArtifexMusic is Lamerigts in 2011 een muziekuitgeverij gestart die zich met name richt op vernieuwend werk voor de blaasmuzieksector.
Als dirigent is hij autodidact en hij dirigeert sinds 2000 de Koninklijke Harmonie "Juliana", Sint Odiliënberg. Voordien was hij dirigent van onder meer de Harmonie "Crescendo", Beegden (1982-1996), de Philharmonie Sittard (1996-2003) en Fanfare de Eendracht uit Neer (2009-2013).